# The Rolling Stones: Live in Hyde Park
The Rolling Stones: Live in Hyde Park eller The Rolling Stones - The Stones in the Park är en filmad Rolling Stones-konsert från Hyde Park i London år 1969.

## Handling
Den 5 juli 1969 gav Rolling Stones en gratiskonsert i Hyde Park, London för ca 650 000 åskådare. Konserten var planerad sedan länge, men kom att bli en minneskonsert för Brian Jones, bandets före detta gitarrist som hittats död bara två dagar tidigare.

## Låtar
- Midnight Rambler
- Satisfaction
- I'm Free
- I'm Yours, She's Mine
- Jumpin' Jack Flash
- Honky Tonk Women
- Love In Vain
- Sympathy For the Devil

## Kuriosa
Du kan se en ung Paul McCartney i publiken.

## Extra material
Intervju med Mick Jagger